# Cloverleaf (Teksas)
Cloverleaf je naseljeno mjesto za statističke potrebe u američkoj saveznoj državi Teksas. Prema popisu stanovništva iz 2010. u njemu je živjelo 22.942 stanovnika.